# Ute Thimm
Ute Thimm (née Finger le 10 juillet 1958 à Bochum) est une athlète allemande spécialiste du 400 mètres. 

## Carrière

### Palmarès
| Date | Compétition           | Lieu        | Résultat | Épreuve    | Performance   |
| ---- | --------------------- | ----------- | -------- | ---------- | ------------- |
| 1983 | Championnats du monde | Finlande    | 6e       | 4 × 400 m  | 3 min 29 s 43 |
| 1984 | Jeux olympiques d'été | Los Angeles | 6e       | 400 mètres | 50 s 37       |
| 1984 | Jeux olympiques d'été | Los Angeles | 3e       | 4 × 400 m  | 3 min 22 s 98 |
| 1986 | Championnats d'Europe | Stuttgart   | 4e       | 400 mètres | 51 s 15       |
| 1986 | Championnats d'Europe | Stuttgart   | 2e       | 4 × 400 m  | 3 min 22 s 80 |
| 1987 | Championnats du monde | Rome        | 5e       | 4 × 100 m  | 43 s 20       |
| 1987 | Championnats du monde | Rome        | 5e       | 4 × 400 m  | 3 min 24 s 94 |
| 1988 | Jeux olympiques d'été | Séoul       | 4e       | 4 × 100 m  | 42 s 95       |
| 1988 | Jeux olympiques d'été | Séoul       | 4e       | 4 × 400 m  | 3 min 22 s 49 |

### Records
| Épreuve    | Performance | Lieu     | Date         |
| ---------- | ----------- | -------- | ------------ |
| 100 mètres | 11 s 31     |          | 1985         |
| 200 mètres | 23 s 56     | Helsinki | 12 août 1983 |
| 400 mètres | 50 s 28     | Séoul    | 1988         |